# 플래츠버그 전투
플래츠버그 전투(Battle of Plattsburgh) 또는 섐플레인호 전투(Battle of Lake Champlain)는 미영 전쟁이 끝날 무렵 1814년 9월 6일에서 9월 11일에 걸쳐, 미국 뉴욕주 북부에서 미합중국군과 영국군 사이에서 싸운 전투이다. 북부에서 뉴욕으로 침공하려고 한 영국군을 미합중국군이 방어해 냈으며, 결국 당시 협의가 진행되고 있던 휴전 조약에서 유리한 조건을 선점하려는 의도를 가졌던 영국의 시도가 무산되었다.

## 배경
1814년, 나폴레옹 보나파르트가 프랑스의 왕좌에서 쫓겨났다. 이를 통해 영국은 잘 훈련된 군대를 북아메리카에 보내는 것이 가능하게 되었다. 소극적인 방어로 일관하던 조지 프레보스트 총독은 미국에 대해 공세를 가할 충분한 전력을 갖게 되었다. 프레보스트 군은 로워 캐나다의 부지사인 프랜시스 드 로텐버그의 지휘 하에 11,000명의 정규군을 준비했으며, 조지 다우니가 지휘하는 함대의 지원도 기대할 수 있었다. 미국과 영국이 휴전 협상을 진행하는 동안, 프레보스트는 오대호 수로를 지배하여 협상에 유리한 고지를 얻으려 했기 때문에 이 시점에서 의미 있는 승리를 거둬야 한다고 생각했다. 프레보스트는 리슐리외 강을 남하하여, 섐플레인호에 이르는 침공로를 선택했다. 리슐리외 강은 섐플레인호와 공해를 연결하는 유일한 수로였으므로 섐플레인호에서의 교역은 캐나다를 통해 이루어지고 있었다.
북부 변방의 미합중국군 지휘관은 조지 이저드 장군이었다. 프레보스트의 침략을 앞두고, 8월말 미국 국방부 장관인 존 암스트롱은 이저드에게 그 부대의 대다수인 4,000명을 이끌고 온타리오 호수 새켓 항구를 강화하도록 명령을 내렸다. 이저드의 군대는 8월 23일 출발을 했고, 알렉산더 메이콤 준장은 불과 1,500명의 정규군만으로 섐플레인호 연안의 플래츠버그를 지키게 되었다. 이들 군대의 대부분은 신병이거나, 비전투병 또는 조합이 맞지 않는 파견대였다. 메이콤은 벤저민 무어즈 장군에게 뉴욕의 민병대를 소집을 버몬트 주지사에게 요청하라고 명령을 했다. 결국 2,000명의 민병대가 추가로 소집되었다. 그러나 그 민병대도 훈련이 제대로 되어 있지 않았고, 그들 중 수백 명은 전투를 하기에 적합하지 않았다. 메이콤은 민병대에게 참호를 파고, 요새를 구축하게 했다.
메이콤은 질병이나 부상을 입고 있지만, 최소한의 대포를 운용할 수 있는 포병 대대를 만들어 크랩 아일랜드에 대포를 배치시켜 놓았다. 플래츠버그의 읍민은 메이콤의 반격 과정을 거의 신뢰를 하지 않았기 때문에 9월경에는 3,000명의 읍민의 거의 전부가 도시에서 피난을 떠났다. 플래츠버그의 마을은 미군만 남아서 점령된 형태가 되었다.
섐플레인호의 해군을 지휘하는 토마스 맥도너는 해군 장관 윌리엄 존스에게 그 해 초여름에 함대를 조직하고 유지하도록 명령했다. 1814년 가을에 맥도너는 10척의 포함을 섐플레인호에서 사용할 수 있도록 했다.

## 침공
8월 31일, 프레보스트는 남진을 시작했다. 메이콤은 스포로울 대위와 존 E. 울 소령이 이끄는 450명의 정규군과 대니얼 애플링 소령이 이끄는 110명의 소총수, 벤저민 무어즈 소장이 이끄는 700명의 뉴욕 민병대, 그리고 레오너드 대위가 담당한 2문의 6파운드 대포로 선발대를 파견하여 플래츠버그의 방어를 다지기 위한 지연 작전을 벌였다. 선발대는 체지 마을에서 영국군과 처음으로 마주쳤다. 미군은 천천히 후퇴하면서 영국군의 행보를 늦추기 위해 도로를 봉쇄하고, 다리를 불태우고, 도로 표지판을 알아보기 힘들도록 훼손시켰다. 그동안, 메이콤의 군대는 방어 전략에서 빼놓을 수 없는 플래츠버그를 둘러싼 일련의 요새와 방루의 완성에 바빴다. 프레보스트 군은 9월 6일에 플래츠버그에 도착했지만, 곧 바로 공격을 시작하지는 않았다. 그는 다우니의 함대가 플래츠버그 만에 도착하기를 기다다리고 있었다. 몇 척의 포함이 함대에 앞서 호수로 들어가 있었다. 포함 다니엘 스프링 선장은 버몬트에 있는 아일 라 모트에 대포를 설치했다. 이것이 영국군이 버몬트의 최초로 상륙한 것이었으며, 플래츠버그의 버몬트 사람들은 호수 건너편에 몰려 있었다.

### 수전
맥도너는 자신의 함대가 사람도, 무기도 빈약하다는 것을 알고 있었다. 그래서 플래츠버그 만에 틀어 박혀 시간을 지연시키며 선원을 훈련시켰다. 그 함정은 뱃머리와 선미의 닻을 내려서 정박시켜 두고 있었다. 9월 11일, 마침내 다우니 함대가 플래츠버그 만에 도착하였고, 오전 9시경 맥도너 함대에 대한 포격을 개시했다. 동시에 영국 육군도 포격을 시작했지만, 프레보스트는 공격 명령을 내리지는 않았다. 전투가 시작된 직후 다우니는 전사해버렸고, 맥도너는 포탄의 충격을 받고 잠시 동안 정신을 잃고 있었다. 영국 함대의 승무원은 경험이 충분했지만, 만에서의 바람에 대한 경험은 가지고 이씨 않았다. 2시간 후 맥도너의 기함 새러토가 호(USS Saratoga)나 영국 함대의 기함 컴피언스 호(HMS Confiance)를 포함하여 두 함대도 모두 심하게 손상되었다.
맥도너는 뱃머리의 닻을 올리고, 선미의 닻을 사용하여 새러토가를 회전시키도록 명령했다. 이것으로, 맥도너 함대는 손상을 받지 않은 함선의 선복을 향해 새 대포를 사용하여 심하게 손상된 영국 함선과 마주보게 되었다. 맥도너는 스스로 포격을 지휘하여, 사용하지 않은 온전한 대포를 발포했다. 새 공격이 위력적이었기 때문에 컴피언스 호는 반격도 하지 못하고 즉시 깃발을 내렸다. 새러토가에 넘어온 영국군 장교는 영국 함선의 대부분이 항행 불능 또는 침몰 한 상태임을 밝히고, 맥도너에게 항복의 뜻을 전했다. 맥도너는 영국 장교의 모습을 보고 응답했다 “신사 여러분, 칼을 칼집에 넣으세요. 당신들은 그럴 가치가 있습니다.”

### 육전
9월 6일에 프레보스트가 플래츠버그에 도착했을 때, 사라낙 강을 건너 도시의 방어진지에 접근하고 있었다. 존 엘리스 울 소령의 작은 정규군 부대는 강 위에 놓여진 다리를 지키고 있었다. 울의 정규군은 영국군이 강을 건너는 시도를 모두 무산시켰다. 9월 7일, 프레보스트는 도하 시도를 잠시 멈추고 대신 포대를 설치하기 시작했다. 미군은 ‘핫 샷’이라는 포병 전술로 대응했다. 이 전술은 포탄을 따뜻하게 적열시켜 목표를 향해 빠르게 발포시키는 것이었다. 메이콤은 영국군이 세로로 사용하고 있던 일부 건물에 대한 포격을 성공시켜 영국군을 후퇴시켰다. 그러나 이 과정에서 플래츠버그의 16채의 건물이 파손되었다.
9월 9일, 미군은 야습을 시도 하여 미국의 방어진지에서 불과 450m(500yd) 거리에 세워진 영국군의 포대를 파괴했다. 9월 11일, 프레보스트는 시의 중심을 제압하기 위해 미국 함대를 육지의 포열과 다우니 함대에서 협공하려는 전략을 세웠다. 오전 9시 호수 전투가 시작되면서 프레보스트는 시내에 대한 공격 명령을 내리지 못했다. 프레보스트가 전진 명령을 내린 시간은 오전 11시이며, 호수 전투가 거의 끝나고, 맥도너는 승리를 확신했다.
프레보스트는 정면 공격을 피하고, 사라낙 강을 건너 시내 측면 끝 부분을 공략했다. 그러나 몇 차례에 걸친 사라낙 강 도하의 시도는 또 다시 무산되었다. 그 서쪽은 다른 영국 부대가 미국 민병대에 공격을 하며 전진하고 있었다. 민병대가 후퇴하면, 영국 부대가 추격하고 미군 전선의 배후가 위협을 받았다. 메이콤은 버몬트의 민병대를 증원군으로 보내고, 파이크 포드에서 영국군 제76연대에 기습 공격을 가하여 성공을 거두었고 거의 모든 사람을 죽이거나 포로로 잡았다. 영국군이 미군의 요새에 총공격을 시도할 찰나, 해군이 패배했다는 소식이 프레보스트에게 전해졌다. 프레보스트는 버몬트의 침공도 해군의 지원이 없이는 어렵다고 생각하고 공격을 중단하고, 캐나다의 철수를 명령했다.

## 결과

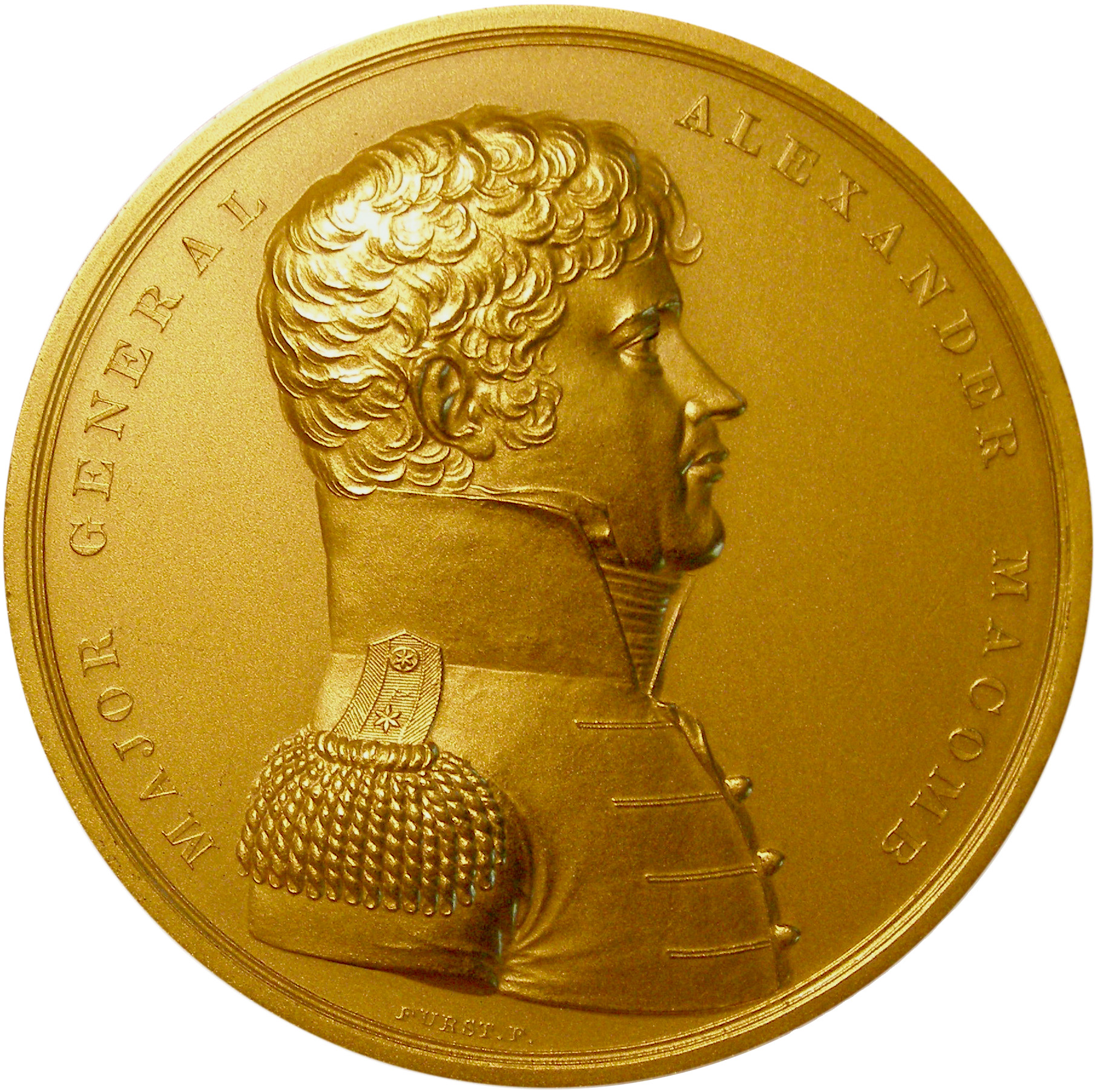
메이콤의 의회 명예 훈장
(전면),
마셜 데이비스 로이드 컬렉션.

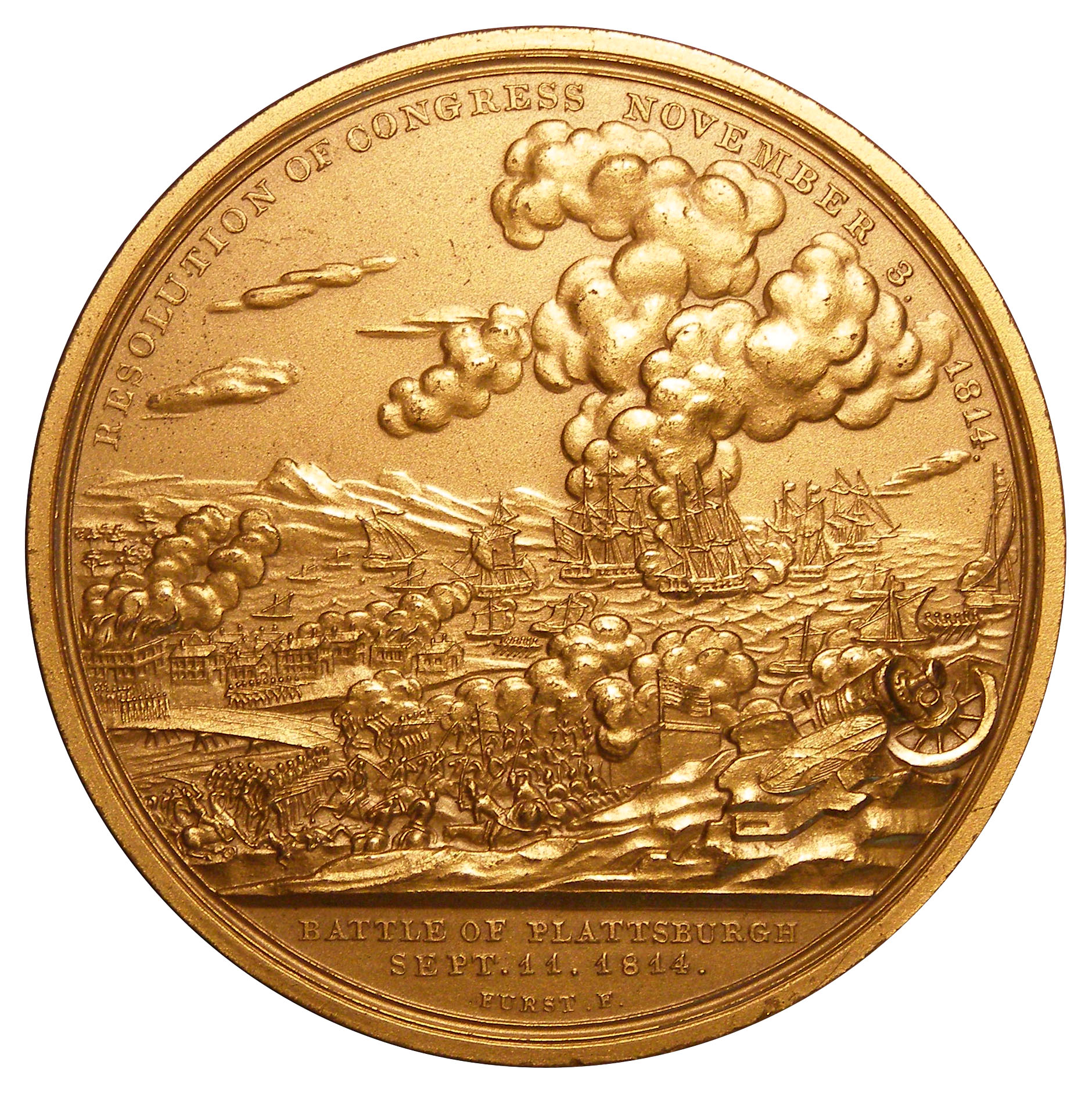
메이콤의 의회 명예 훈장
(후면),
마셜 데이비스 로이드 컬렉션.

맥도너 승리로 치열한 공격을 퍼붓고 있던 영국군의 공격을 막을 수 있었다. 또한 프레보스트는 미국 정부가 미영 전쟁 중 지금까지 할 수 없었던 것을 이뤘다. 즉 버몬트를 전쟁에 끌어 들인 것이다. 알렉산더 메이콤은 소장으로 승진했고, 1828년에는 미국 육군 총사령관이 되었다. 토마스 맥도너는 해군 소장으로 승진했고, ‘섐플레인호의 영웅’라는 찬사를 받았다.
영국군은 브라텐스버그 전투에서의 승리와 워싱턴 방화를 이용해, 이 플래츠버그 전투 전에 휴전 협상 중 미국의 요청에 대한 대응을 했다. 미국은 플래츠버그의 반격으로 섐플레인호의 독점적 지배권을 요구했고, 영국이 주장하던 오대호의 독점적 지배권을 제거하려고 했다. 며칠 후 플래츠버그에 미국이 승전보가 전해졌다. 미국의 승리와 볼티모어 공성전에서 영국군의 실패 소식은 헨트 조약 협상에서 영국 점령지에 대한 우위가 있다는 것을 부정했다.
시어도어 루스벨트는 ‘미영 전쟁에서 가장 큰 해전’이라고 칭했으며, 윈스턴 처칠은 ‘전쟁의 향방을 결정지은 전투’라고 평했다.